# Quattordio
Quattordio – miejscowość i gmina we Włoszech, w regionie Piemont, w prowincji Alessandria.
Według danych na styczeń 2010 gminę zamieszkiwało 1695 osób przy gęstości zaludnienia 95,3 os./1 km².